# Hjalmar Andersen

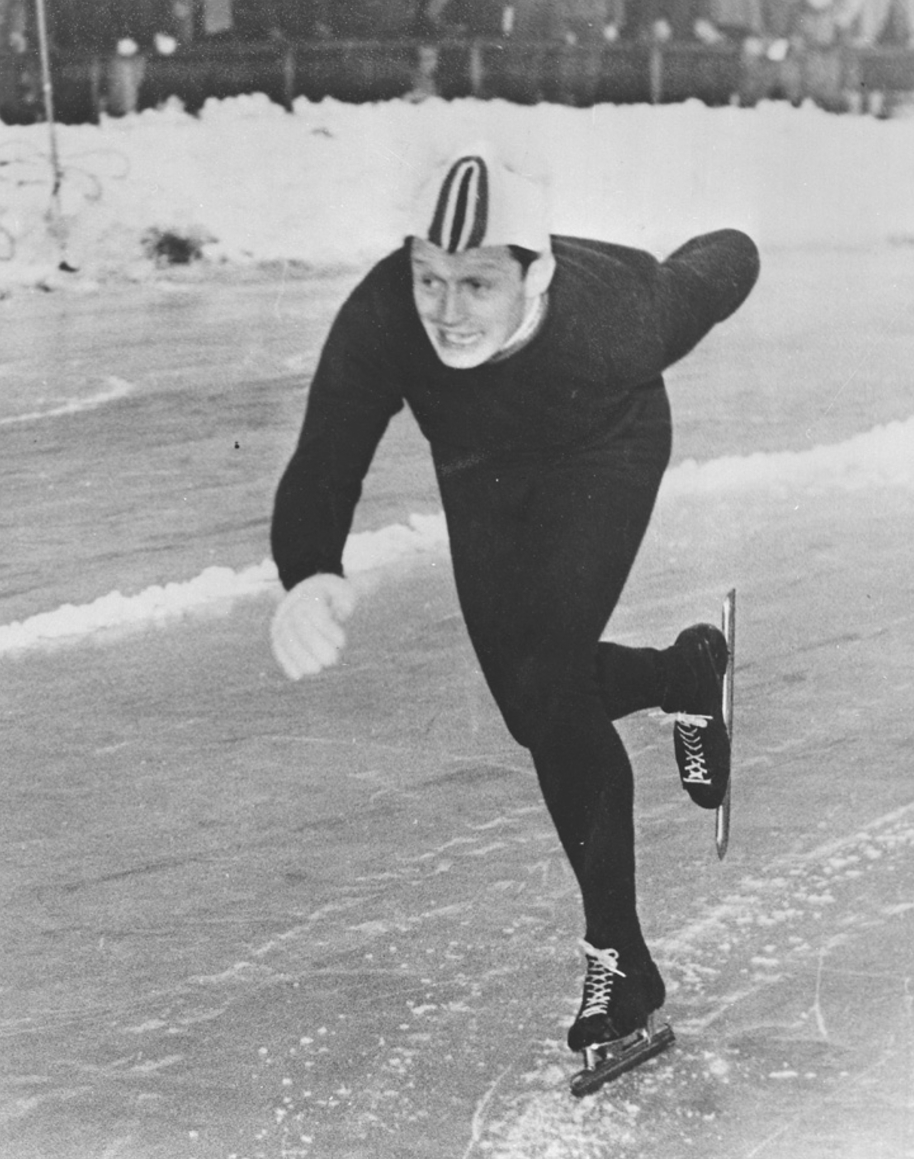
Hjalmar Andersen op de schaats

Hjalmar Johan (Hjallis) Andersen (Rødøy, 12 maart 1923 – Oslo, 27 maart 2013) was een Noors schaatser. Hij werd het bekendst door het winnen van drie gouden medailles op de Olympische Winterspelen van 1952. In Noorwegen geldt hij als een van de grootste Noorse sporters aller tijden.
Andersen nam driemaal deel aan de Olympische Winterspelen (in 1948, 1952 en 1956). Bij zijn olympisch debuut in 1948 nam hij alleen deel aan de 10.000 meter, maar haalde de finish niet door de slechte weersomstandigheden. Vier jaar later domineerde hij het schaatstoernooi tijdens de spelen in Oslo. Hij won de 1500, 5000 en 10.000 meter, steeds voor een Nederlander: tweemaal Kees Broekman en eenmaal Wim van der Voort. Zijn voorsprong op Broekman op de 10 kilometer (24,8 seconden) is nog altijd de grootste in de Olympische schaatshistorie.
Andersen werd driemaal wereldkampioen (in 1950, 1951 en 1952). Hij werd ook driemaal Europees kampioen en deed dit in dezelfde jaren (1950, 1951 en 1952) dat hij ook wereldkampioen werd.
Na de Spelen van Oslo in 1952 wilde hij zijn schaatscarrière beëindigen, maar twee jaar later ondernam hij een redelijk succesvolle comeback. Internationale titels won hij echter niet meer.
Zijn kleinzoon, de Noor Fredrik van der Horst, was ook actief als langebaanschaatser.

## Records

### Persoonlijke records
| Afstand      | Tijd    | Datum            | Baan      |
| ------------ | ------- | ---------------- | --------- |
| 500 meter    | 43,7    | 13 januari 1951  | Trondheim |
| 1000 meter   | 1.30,6  | 1 februari 1954  | Davos     |
| 1500 meter   | 2.16,4  | 6 februari 1949  | Davos     |
| 3000 meter   | 4.49,6  | 30 januari 1954  | Davos     |
| 5000 meter   | 8.06,5  | 29 januari 1956  | Misurina  |
| 10.000 meter | 16.32,6 | 10 februari 1952 | Hamar     |

### Wereldrecords
| Nr. | Afstand      | Tijd    | Datum            | Baan      |
| --- | ------------ | ------- | ---------------- | --------- |
| 1.  | 10.000 meter | 16.57,4 | 6 februari 1949  | Davos     |
| 2.  | 5000 meter   | 8.07,3  | 13 januari 1951  | Trondheim |
| 3.  | 10.000 meter | 16.51,4 | 27 januari 1952  | Gjøvik    |
| 4.  | 10.000 meter | 16.32,6 | 10 februari 1952 | Hamar     |

#### Wereldrecords laaglandbaan (officieus)
| Nr. | Afstand      | Tijd    | Datum            | Baan      |
| --- | ------------ | ------- | ---------------- | --------- |
| 1.  | 5000 meter   | 8.13,8  | 4 maart 1950     | Gjøvik    |
| 2.  | 5000 meter   | 8.07,3  | 13 januari 1951  | Trondheim |
| 3.  | 10.000 meter | 17.00,1 | 20 januari 1952  | Oslo      |
| 4.  | 10.000 meter | 16.54,4 | 26 januari 1952  | Gjøvik    |
| 5.  | 10.000 meter | 16.32,6 | 10 februari 1952 | Hamar     |

### Adelskalender
Van 10 februari 1952 tot 18 januari 1954 was Hjalmar Andersen aanvoerder van de Adelskalender. Daarmee heeft hij 708 dagen aan de top van de lijst gestaan.
Hieronder staan de persoonlijke records (PR's) waarmee Hjalmar Andersen aan de top van de Adelskalender kwam en de PR's die hij had staan toen hij van de eerste plek verdreven werd. Tevens zijn de gegevens weergegeven van de schaatsers die voor en na hem aan de top van de lijst stonden.
| Datum      | 500 m | 1500 m | 5000 m | 10.000 m | Punten  | Voorganger / Opvolger |
| ---------- | ----- | ------ | ------ | -------- | ------- | --------------------- |
| 24-01-1952 | 42,2  | 2.17,4 | 8.03,7 | 17.08,8  | 187,810 | Nikolaj Mamonov       |
| 10-02-1952 | 43,7  | 2.16,4 | 8.07,3 | 16.32,6  | 187,526 |                       |
| 18-01-1954 | 42,2  | 2.17,4 | 8.03,7 | 16.52,2  | 186,980 | Nikolaj Mamonov       |

Nikolaj Mamonov heroverde in 1954 de eerste plaats door alleen zijn tijd op de 10.000 m te verbeteren.

## Resultaten
| Jaar | EK allround | WK allround | Olympische Spelen       |
| ---- | ----------- | ----------- | ----------------------- |
| 1948 |             |             | NF 10.000m              |
| 1949 | Zilver      | 6e          |                         |
| 1950 | Goud        | Goud        |                         |
| 1951 | Goud        | Goud        |                         |
| 1952 | Goud        | Goud        | 1500m · 5000m · 10.000m |
| 1953 |             |             |                         |
| 1954 | Zilver      | 6e          |                         |
| 1955 | NC17        | 9e          |                         |
| 1956 |             | NF3         | 11e 5000m 6e 10.000m    |

NC# = niet gekwalificeerd voor de laatste afstand, maar wel als # geclassificeerd in de eindklassering
NF# = niet gefinisht op # afstand

### Medaillespiegel
| Kampioenschap     | Goud · | Zilver · | Brons · |
| ----------------- | ------ | -------- | ------- |
| EK allround       | 3      | 2        | 0       |
| WK allround       | 3      | 0        | 0       |
| Olympische Spelen | 3      | 0        | 0       |

Rudolf Ericson · Peder Østlund · Jaap Eden · Oscar Mathisen · Ivar Ballangrud · Michael Staksrud · Åke Seyffarth · Nikolaj Mamonov · Hjalmar Andersen · Boris Sjilkov · Dmitri Sakoenenko · Juhani Järvinen · Knut Johannesen · Jonny Nilsson · Per Ivar Moe · Eduard Matoesevitsj · Ard Schenk · Kees Verkerk · Magne Thomassen · Hans van Helden · Vladimir Lobanov · Jan Egil Storholt · Sergej Martsjoek · Vladimir Belov · Eric Heiden · Viktor Sjasjerin · Andrej Bobrov · Nikolaj Goeljajev · Michael Hadschieff · Eric Flaim · Johann Olav Koss · Falko Zandstra · Rintje Ritsma · Gianni Romme · Jochem Uytdehaage · Chad Hedrick · Sven Kramer · Shani Davis · Patrick Roest
1924: Clas Thunberg ·
1928: Clas Thunberg ·
1932: Jack Shea ·
1936: Charles Mathiesen ·
1948: Sverre Farstad ·
1952: Hjalmar Andersen ·
1956: Jevgeni Grisjin/Joeri Michajlov ·
1960: Jevgeni Grisjin/Roald Aas ·
1964: Ants Antson ·
1968: Kees Verkerk ·
1972: Ard Schenk ·
1976: Jan Egil Storholt ·
1980: Eric Heiden ·
1984: Gaétan Boucher ·
1988: André Hoffmann ·
1992: Johann Olav Koss ·
1994: Johann Olav Koss ·
1998: Ådne Søndrål ·
2002: Derek Parra ·
2006: Enrico Fabris ·
2010: Mark Tuitert ·
2014: Zbigniew Bródka ·
2018: Kjeld Nuis ·
2022: Kjeld Nuis
1924: Clas Thunberg ·
1928: Ivar Ballangrud ·
1932: Irving Jaffee ·
1936: Ivar Ballangrud ·
1948: Reidar Liaklev ·
1952: Hjalmar Andersen ·
1956: Boris Sjilkov ·
1960: Viktor Kositsjkin ·
1964: Knut Johannesen ·
1968: Fred Anton Maier ·
1972: Ard Schenk ·
1976: Sten Stensen ·
1980: Eric Heiden ·
1984: Tomas Gustafson ·
1988: Tomas Gustafson ·
1992: Geir Karlstad ·
1994: Johann Olav Koss ·
1998: Gianni Romme ·
2002: Jochem Uytdehaage ·
2006: Chad Hedrick ·
2010: Sven Kramer ·
2014: Sven Kramer ·
2018: Sven Kramer ·
2022: Nils van der Poel
1924: Julius Skutnabb ·
1928: afgelast ·
1932: Irving Jaffee ·
1936: Ivar Ballangrud ·
1948: Åke Seyffarth ·
1952: Hjalmar Andersen ·
1956: Sigge Ericsson ·
1960: Knut Johannesen ·
1964: Jonny Nilsson ·
1968: Johnny Höglin ·
1972: Ard Schenk ·
1976: Piet Kleine ·
1980: Eric Heiden ·
1984: Igor Malkov ·
1988: Tomas Gustafson ·
1992: Bart Veldkamp ·
1994: Johann Olav Koss ·
1998: Gianni Romme ·
2002: Jochem Uytdehaage ·
2006: Bob de Jong ·
2010: Lee Seung-hoon ·
2014: Jorrit Bergsma ·
2018: Ted-Jan Bloemen ·
2022: Nils van der Poel
Onofficiële Europese kampioenschappen

1891: Onbeslist ·
1892: Onbeslist · 
1946: Göthe Hedlund 

Officiële Europese kampioenschappen

1893: Rudolf Ericson · 
1894: Onbeslist ·
1895: Alfred Næss · 
1896: Julius Seyler · 
1897: Julius Seyler · 
1898: Gustaf Estlander · 
1899: Peder Østlund · 
1900: Peder Østlund · 
1901: Rudolf Gundersen · 
1902: Johan Schwartz · 
1903: Onbeslist ·
1904: Rudolf Gundersen · 
1905: Johan Vikander · 
1906: Rudolf Gundersen · 
1907: Moje Öholm · 
1908: Moje Öholm · 
1909: Oscar Mathisen · 
1910: Nikolaj Stroennikov · 
1911: Nikolaj Stroennikov · 
1912: Oscar Mathisen · 
1913: Vasilij Ippolitov · 
1914: Oscar Mathisen · 
1922: Clas Thunberg · 
1923: Harald Strøm · 
1924: Roald Larsen · 
1925: Otto Polacsek · 
1926: Julius Skutnabb · 
1927: Bernt Evensen · 
1928: Clas Thunberg · 
1929: Ivar Ballangrud · 
1930: Ivar Ballangrud · 
1931: Clas Thunberg · 
1932: Clas Thunberg · 
1933: Ivar Ballangrud · 
1934: Michael Staksrud · 
1935: Karl Wazulek · 
1936: Ivar Ballangrud · 
1937: Michael Staksrud · 
1938: Charles Mathiesen · 
1939: Alfons Bērziņš · 
1947: Åke Seyffarth · 
1948: Reidar Liaklev · 
1949: Sverre Farstad · 
1950: Hjalmar Andersen · 
1951: Hjalmar Andersen · 
1952: Hjalmar Andersen · 
1953: Kees Broekman · 
1954: Boris Sjilkov · 
1955: Sigge Ericsson · 
1956: Jevgeni Grisjin · 
1957: Oleg Gontsjarenko · 
1958: Oleg Gontsjarenko · 
1959: Knut Johannesen · 
1960: Knut Johannesen · 
1961: Viktor Kositsjkin · 
1962: Robert Merkoelov · 
1963: Nils Egil Aaness · 
1964: Ants Antson · 
1965: Eduard Matoesevitsj · 
1966: Ard Schenk · 
1967: Kees Verkerk · 
1968: Fred Anton Maier · 
1969: Dag Fornæss · 
1970: Ard Schenk · 
1971: Dag Fornæss · 
1972: Ard Schenk · 
1973: Göran Claeson · 
1974: Göran Claeson · 
1975: Sten Stensen · 
1976: Kay Arne Stenshjemmet · 
1977: Jan Egil Storholt · 
1978: Sergej Martsjoek · 
1979: Jan Egil Storholt · 
1980: Kay Arne Stenshjemmet · 
1981: Amund Sjøbrend · 
1982: Tomas Gustafson · 
1983: Hilbert van der Duim · 
1984: Hilbert van der Duim · 
1985: Hein Vergeer · 
1986: Hein Vergeer · 
1987: Nikolaj Goeljajev · 
1988: Tomas Gustafson · 
1989: Leo Visser · 
1990: Bart Veldkamp · 
1991: Johann Olav Koss · 
1992: Falko Zandstra · 
1993: Falko Zandstra · 
1994: Rintje Ritsma · 
1995: Rintje Ritsma · 
1996: Rintje Ritsma · 
1997: Ids Postma · 
1998: Rintje Ritsma · 
1999: Rintje Ritsma · 
2000: Rintje Ritsma · 
2001: Dmitri Sjepel · 
2002: Jochem Uytdehaage · 
2003: Gianni Romme · 
2004: Mark Tuitert · 
2005: Jochem Uytdehaage · 
2006: Enrico Fabris · 
2007: Sven Kramer · 
2008: Sven Kramer · 
2009: Sven Kramer · 
2010: Sven Kramer · 
2011: Ivan Skobrev · 
2012: Sven Kramer · 
2013: Sven Kramer · 
2014: Jan Blokhuijsen · 
2015: Sven Kramer · 
2016: Sven Kramer · 
2017: Sven Kramer · 
2019: Sven Kramer · 
2021: Patrick Roest · 
2023: Patrick Roest · 
2025: Sander Eitrem
- Bibsys: 90068328
- International Standard Name Identifier: 0000 0003 8442 4195
- Library of Congress Control Number: n92067330
- Virtual International Authority File: 275359728
- WorldCat: E39PBJgXhghHKvfpRKG7WypdcP